# Ancestor (banda)
Ancestor es una banda de black metal de Cuba, formada en La Habana por Joel Kaos a inicios del 2005. Desde 2013 se encuentran radicados en Estados Unidos.

## Historia
La banda se forma en febrero de 2005, cuando se conocen Kaos (bajo) y Dakkar (guitarras). Comienzan a componer temas en la línea de un black metal agresivo con influencias del thrash y del death. En mayo del mismo año se une Oppressor, aportando a la banda la fuerza vocal necesaria, y en diciembre, a punto de entrar a grabar su primer demo llega Soulreaper, consolidando así el line up. Antes de finalizar el año ya comienza a ser distribuido independientemente "In Absence of Light", con cuatro temas que hacen volver la atención de los seguidores del género, y de algunos sellos independientes, siendo Intifernal Records, de Bolivia, el elegido para lanzar 666 copias de este material en tape.
Durante 2006 y 2007, Ancestor se presenta en festivales por todo el país y aparece en programas de radio y en el programa televisivo "Cuerda Viva", de una hora de duración. Así Ancestor se consolida como una banda muy importante dentro de la escena. En 2007 es lanzado nuevamente In "Absence of Light" por American Line Productions, pero esta vez en Split-CD junto a Unlight Domain, otra banda de black metal de Cuba. Todo esto hace que la banda sea conocida internacionalmente y sea reseñada en muchos fanzines de metal underground y revistas como Rock Hard (Alemania) y Heavy Rock (España).
A finales del 2008 la banda entra nuevamente a estudio para grabar su primer álbum, titulado "Hell Fuckin' Metal", el cual ha sido muy bien recibido por los seguidores de la banda y la crítica. Seguidamente Ancestor se lanza a los escenarios de todo el país presentando la nueva grabación vuelven a aparecer en TV, nuevamente en el programa Cuerda Viva y es publicado un artículo sobre la banda en el importante diario cubano Juventud Rebelde.

### 2009-2012
A mediados de 2009, por razones personales, Oppressor y Soulreaper dejan la banda, siendo reemplazados rápidamente por Deimos y Thorn respectivamente; la banda no perdió tiempo y en un mes estaban de vuelta a los escenarios con el nuevo line up. En septiembre del mismo año la banda es fichada por el sello noruego Forces of Satan para comercializar Hell Fuckin´ Metal exclusivamente de manera digital. La banda continúa presentándose por todo el país en festivales como Metal H.G y Ciudad Metal.
En febrero de 2010, a propósito del quinto aniversario de la banda, se organiza el 6.6.6 Fest, primer festival de black metal que se realiza en Cuba, contando con la participación de todas las bandas del género activas en ese momento. A finales de marzo de 2010, Deimos sale de la banda, asumiendo Dakkar los vocales de forma temporal hasta la entrada de Hyde como vocalista. La banda entra a formar perte del catálogo de la Agencia Cubana de Rock, y con el nuevo line-up recorre todo el territorio cubano presentándose en el festival internacional Brutal Fest, celebrado anualmente en La Habana. A finales de 2012, entran a grabar el nuevo álbum "I am the Truth" con un sonido más cercano al Black thrash. Durante el verano se lazan en su primera gira nacional junto a las bandas Piraña (México) y Combat Noise. Al finalizar esta gira Dakkar deja la banda por motivos personales siendo sustituido por Kronus (ex-Abaddon) y luego por Crusher (ex-The Chaos Nether Silence), de esta manera, el único miembro original que queda es Kaos.

### 2013-2016
En marzo de 2013 realizan su primer tour internacional por Estados Unidos ayudados por V (ex-Congregation, Agonizer) en guitarra, donde participan en el importante evento SXSW en Austin, Texas así como otros shows en el sur de la Florida. Terminado el tour la banda decide mudarse permanentemente a Estados Unidos donde radican desde entonces. En 2014 Kaos pasa a ocuparse del puesto de guitarrista incluyendo a Holokaust (Reapermanser, Kunt Knuckles) como bajista. Con este line up se presentan en el festival Black Kvlt fest en sus ediciones de 2014 y 2015 y en varios shows en Miami y Ft. Lauderdale abriendo para bandas como Deicide, Acheron, Goatwhore, Thy Antichrist entre otras.

## Premios y nominaciones
| Premio      | Año  | Categoría                                     |  | Nominación          | Resultado |
| ----------- | ---- | --------------------------------------------- |  | ------------------- | --------- |
| Cuerda Viva | 2006 | Premio Cuerda Viva al mejor demo de Metal     |  | In Absence of Light | Nominado  |
| Cuerda Viva | 2010 | Premio Cuerda Viva al mejor disco de Metal    |  | Hell Fuckin´ Metal  | Nominado  |
| Cubadisco   | 2010 | Premio Cubadisco al mejor disco de Rock/Metal |  | Hell Fuckin´ Metal  | Nominado  |
| Cubadisco   | 2012 | Premio Cubadisco al mejor disco de Rock/Metal |  | I am the Truth      | Nominado  |

### Miembros
- Hyde - Vocal (2010 - actualidad)
- Kaos - Guitarras/Bajo (2005 - actualidad)

### Miembros pasados
- Dakkar (Narbeleth) - Guitarra (2005-2011)
- Oppressor - Vocalista (2005-2009)
- Soulreaper - Batería (2005-2009)
- Deimos - Vocalista (2010)
- Kronus  - Guitarra (2012)
- Crusher - Guitarra (2012)
- V - Guitarra (2013)
- Holokaust - Bajo (2014-2015)
- Thorn - Batería (2009-2014)
- Roy - Batería (2015)

## Discografía
- In Absence of Light - Demo (2005)
- Hell Fuckin' Metal - (2008)
- I am the truth - (2011)

### Splits
- "Split CD w/Unlight Domain" (2007)